# Sulfat de praseodim
Sulfatul de praseodim este o sare a acidului sulfuric cu metalul numit praseodim. 
1. ↑  „Sulfat de praseodim”, Praseodymium(III) sulfate (în engleză), PubChem, accesat în 20 septembrie 2016